# 평택로
평택로(平澤路)는 1976년 11월 21일에 개통된 도로로, 경기도 평택시 평택동 롯데인벤스 사거리에서 세교동 한신주유소 삼거리를 잇는 총 길이 3.14km의 도로이다. 북쪽으로 국도 제1호선 경기대로와, 남쪽으로 신평로와 연결된다. 경부선 철도 (수도권 전철 1호선)와 나란히 달리는 도로이다. 1993년 초 1번 국도 우회 도로 개통 전까지 국도 제1호선의 일부였던 곳으로, 많은 평택시민들이 탄현로와 함께 구 1번 국도로 부른다. 평택시의 가장 중심이 되는 도로라는 점에서 행정구역 명칭을 도로명에 부여하였다.

상가 밀집 지역인 평택1번가, AK플라자 평택점, 통복시장 등의 상업시설과 평택동 롯데인벤스, 합정동 주공 2단지, 세교동 아파트 지구를 비롯한 주택지역을 경유하여 많은 차량과 보행객이 다니는 도로이다. 대부분의 평택시의 시내버스 노선이 평택로를 경유하며, 평택시외버스터미널과 평택고속버스터미널도 평택로에 위치해 있어 버스도 몰려 다니고 있다. 그러나 통행량에 비해 차선은 3~5차선으로 매우 좁다. 때문에 평택시외버스터미널 - 통복 사거리 구간은 상습적으로 정체를 빚고 있으며, 평택역 오거리는 신호 체계도 완전히 정착되어 있지 않아 자주 혼잡이 일어난다. 

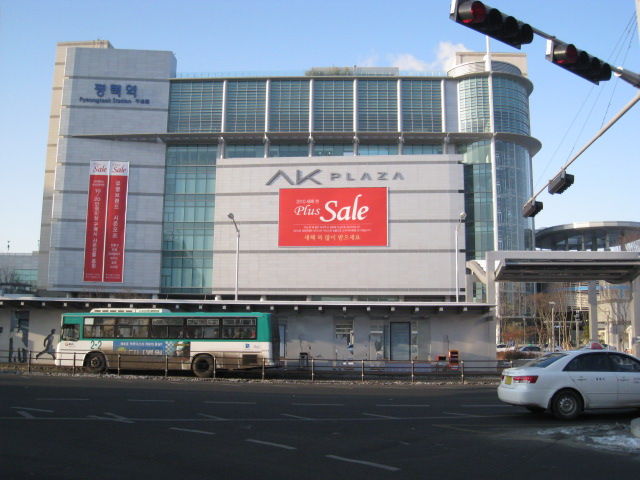
평택역

2010년 3월 평택시 도로명 주소 개편 이전까지 세 구간으로 나뉘어 평택역남로, 평택역북로, 은실로라는 도로명주소를 사용하였으나, 도로명 정비 사업으로 평택로라는 단일 도로명으로 병합되었다. 평택1로, 평택2로, 중앙로, 중앙2로 등의 주요 간선 도로와 통복고가로, 은실고가길 등의 지선 도로가 분기된다.

## 노선
| 이름                | 소재지                   | 접속 노선           | 접속 노선           | 비고                |
| 경기대로와 간접직결 | 경기대로와 간접직결      | 경기대로와 간접직결 | 경기대로와 간접직결 | 경기대로와 간접직결 |
| ------------------- | ------------------------ | ------------------- | ------------------- | ------------------- |
| 한신주유소삼거리    | 국도제1호선 (경기대로)   | 평택시              | 세교동              |                     |
| 은실고가교삼거리    | 은실고가길               | 평택시              | 세교동              |                     |
| 중앙초등학교삼거리  | 세교로                   | 평택시              | 원평동              |                     |
| 통복사거리          | 동삭로                   | 평택시              | 원평동              |                     |
| 통복1교             |                          | 평택시              | 원평동              |                     |
| 통복교              |                          | 평택시              | 원평동              |                     |
| (이름없음)          | 통복고가로 평택로110번길 | 평택시              | 원평동              |                     |
| 평택시장로터리      | 통복로                   | 평택시              | 원평동              |                     |
| 평택역오거리        | 평택1로 평택2로 중앙2로  | 평택시              | 평택동              |                     |
| 평택시외버스터미널  |                          | 평택시              | 평택동              |                     |
| 평택고속버스터미널  |                          | 평택시              | 평택동              |                     |
| 롯데인벤스사거리    | 평남로                   | 평택시              | 평택동              |                     |
| 신평로와 직결       |                          |                     |                     |                     |

## 같이 보기
- 국도 제1호선
- 경기대로